# 线裂杜鹃
线裂杜鹃（学名：Rhododendron ramipilosum）为杜鹃花科杜鹃花属下的一个种。

## 扩展阅读
維基物種上的相關：线裂杜鹃